# Цзилинь Нортист Тайгерс
«Цзилинь Нортист Тайгерс» (кит. 吉林通钢东北虎, англ. Jilin Northeast Tigers) — китайский баскетбольный клуб, выступающий в Северном дивизионе Китайской баскетбольной ассоциации (КБА). Представляет город Чанчунь, провинция Цзилинь, КНР. Также известен под названиями «Цзилинь Тунган» и «Цзилинь Тунган Нортист Тайгерс».

## История
Команда была создана в 1956 году, однако профессиональный статус получила только в 1998. Из-за смены спонсора клуб достаточно часто менял названия. Так, в сезоне 2000—2001 годов он носил название «Цзилинь Хэнхэ» (кит. упр. 吉林恒和), в сезоне 2001—2002 годах — «Цзилинь Цзилян» (кит. упр. 吉林吉粮), а в сезоне 2002—2003 годов — «Цзилинь Ици» (кит. упр. 吉林一汽).
В сезоне 2004—2005 годов «Цзилинь Нортист Тайгерс» заняли четвёртое место в Северном дивизионе, однако проиграли в четвертьфинале команде Южного дивизиона «Гуандун Саузерн Тайгерс», команде, которая защищала чемпионский титул. В сезоне 2005—2006 годов они вновь финишировали четвёртыми, однако также уступили в четвертьфинале «Гуандун Саузерн Тайгерс». Таким образом, «тигры Юга» три года подряд преграждали дорогу в плей-офф «тиграм Севера».

## Известные игроки
- Иона Эноса 1 seasons: '01-'02
- Бабакар Камара 3 сезона: '05-'08
- Родерик Грегор 6 сезонов: '00-'06
- Ислам Аббас